# P Productions
P Productions（ピー・プロダクション）是日本一家电视动画、电视节目、特摄节目的製作会社。

## 主要作品

### 动画作品
- 0式战斗机（日语：0戦はやと）（1964年）
- 铁臂阿童木（日语：鉄腕アトム (アニメ第1作)）（1964年）
- 哈里斯的旋风（日语：ハリスの旋風）（1966年）
- ドンキッコ（1967年）
- ちびっこ怪獣ヤダモン（1968年）
- われらサラリーマン党
- パンダタオタオ物語（1982年），日中合作作品
- パンダ物語（1982年东京电视台）
- 弘法大師一代記（1994年）

其他
- 宇宙船レッドシャーク（1965年）
- 宇宙エース（1966年）
- かみなりゴロッペ（1966年）板井れんたろう的漫画动画化。
- ショージ君（1969年）　東海林さだお原作漫画的动画化。
- かのこちゃん（1976年）　うしおの代表作『おせんち小町』的动画化。
- 野ざらし（1977年）　春風亭柳好（日语：春風亭柳好）作品的动画化。

### 特攝作品
電影
- セクシーサイン 好き好き好き（1960年、大映（日语：大映））
- 释迦传 （1961年大映 ）
- 金刚对哥斯拉（1962年東宝）※
- しとやかな獣（1962年大映）
- 危ないことなら銭になる（1962年大映）
- 鯨神（1962年大映）
- 人間（1962年近代映画協会（日语：近代映画協会））
- 無法松の一生（1965年大映）
- 怒濤一万浬（1966年三船制片公司）　※
- 地狱盗尸者（1968年松竹）　※
- 电人查勃卡（日语：電人ザボーガー (映画)）（2011年）

电视
- 融岩大使（1966年）
- 時代劇シリーズ 風（日语：風 (テレビドラマ)）（1967年TBS）
- 神州天馬侠（日语：神州天馬侠）（1967年朝日放送）
- 怪兽王子（1967年）
- 俺は透明人間!（1970年）
- 満点奥様（1970年頃）
- 电子分光人（1971年）　※
- 快杰狮子丸（1972年）
- スターはつらつ（1972年）
- 风云狮子丸（1973年）
- 铁人老虎七（1973年）
- 电人查勃卡（1974年）
- くいしん坊!万才（1975年）
- 冒険ロックバット（1975年）
- 狮子丸G（2006年）

其他
- 1970年世界博览会
- リボンちゃん　後楽園ゆうえんち（日语：東京ドームシティアトラクションズ）

其他
- クラブ君の冒険（1960年）秋玲二（日语：秋玲二）原作。
- 豹人（1967年）
- 地狱盗尸者（1967年）
- シルバージャガー（1980年）